# Руво Пјано (Кампобасо)
Руво Пјано је насеље у Италији у округу Кампобасо, региону Молизе.
Према процени из 2011. у насељу је живело 35 становника. Насеље се налази на надморској висини од 654 м.